# Лидзбарк Вармински
Лѝдзбарк Вармѝнски (на полски: Lidzbark Warmiński; на немски: Heilsberg; на пруски: Lēcbargs) е град в Североизточна Полша, Варминско-Мазурско войводство. Административен център е на Лидзбарски окръг, както и на селската Лидзбарска община, без да е част от нея. Самият град е обособен в отделна община с площ 14,35 км2.

## География
Градът е историческа столица на Вармия. Разположен е край двата бряга на река Лина на 47,8 километра северно от Олщин и на 40 километра от границата с Калининградска област на Русия.

## История
Лидзбарк е старо селище, основано на границата между пруските племена варми и барти. Около 1240/41 г. е завладяно от кръстоносците от Тевтонския орден. Получава Хелминско градско право на 12 август 1308 г. от епископа на Вармия Еберхард от Ниса. Градът става център на Варминската епископия през 1350 г. и е такъв до 1795 г., когато седалището на епископа е преместено във Фромборк. След първата подялба на Жечпосполита през 1772 г. Лидзбарк и Вармия стават част от Пруското кралство. При превземането на Лидзбарк от Червената армия през 1945 г. 80% от града е разрушен.

## Население
Според данни от полската Централна статистическа служба, към 31 декември 2013 г. населението на града възлиза на 16 352 души. Гъстотата е 1 140 души/км2.
Демография:
- 1772 – 3049 души
- 1864 – 5827 души
- 1910 – 6082 души
- 1939 – 10 630 души
- 1996 – 17 897 души
- 2000 – 16 681 души
- 2004 – 16 545 души
- 2009 – 16 254 души

## Градове партньори
Към 3 юли 2015 г. Лидзбарк Вармински има сключени договори за партньорство с четири града.
- Миляновек, Полша
- Oud-Beijerland, Нидерландия
- Советск, Русия
- Werlte, Германия

## Спорт
Градът е дом на футболния клуб МКС Полония (Лидзбарк Вармински).

## Фотогалерия
- Църква „Св.ап. Петър и Павел“
- Летният епископски дворец
- „Висока порта“
- Паметник на епископ Игнаци Красицки
- Епископският замък